# Plate-forme Astana
La plate-forme Astana est un forum de discussions politiques créé en 2015 à la suite de l'organisation de plusieurs réunions à Astana, capitale du Kazakhstan, entre des membres de plusieurs forces de l'opposition syrienne. La plate-forme est dirigée par la femme politique franco-syrienne Randa Kassis. Elle est dissoute en 2023.

## Chronologie
- 9 avril 2015 : Lors d'une conférence de presse au cours des pourparlers à Moscou concernant la guerre en Syrie entre opposants et une délégation du gouvernement Syrien, Kassis en partenariat avec le Centre des affaires politiques et étrangères (CPFA) appellent le président kazakh Noursoultan Nazarbaïev à recevoir l'opposition syrienne pour un nouveau cycle de négociations en raison[2] de la neutralité du Kazakhstan et de ses bonnes relations avec les membres permanents du Conseil de sécurité de l'ONU[3].
- 21 avril 2015 : Le président Nazarbayev accepte d'accueillir la nouvelle série de négociations entre les forces de l'opposition syrienne[4].
- 1er mai 2015 : Le ministre des Affaires étrangères du Kazakhstan, Erlan Idrissov, et Kassis mettent en place une plate-forme politique pour rassembler des membres de l'opposition syrienne à Astana, la capitale du Kazakhstan, qui sera connue plus tard sous le nom de « plate-forme d'Astana »[5]
- 25-27 mai 2015 : première série de négociations sous la médiation de Erlan Idrissov[6].
- 28 mai 2015 : Les forces de l'opposition publient une déclaration commune appelant à une transition politique progressive du pouvoir, au retrait de tous les combattants étrangers impliqués dans le conflit et à la libération de tous les prisonniers politiques. Ils demandent également que le Kazakhstan accepte de les accueillir à nouveau pour une deuxième série de négociations[7].
- 17-18 septembre 2015 : Le Centre des affaires politiques et étrangères (CPFA), dirigé par Fabien Baussart, organise une conférence intitulée Kazakhstan Peace Talks avec le gouvernement kazakh à Astana[8]. Les participants à la conférence étaient plusieurs lauréats du prix Nobel de la paix ainsi que d'autres personnalités politiques de renom, notamment le président Nazarbayev, Mohamed el-Baradei, José Luis Rodríguez Zapatero, Shimon Peres, César Gaviria, Fabien Baussart et Randa Kassis[9],[10]. Au cours de la conférence, Kassis demande au président Nazarbayev d'organiser une deuxième série de négociations en octobre, ce qu'il accepte[11].
- 2-4 octobre 2015 : Un deuxième round de discussions a lieu entre les forces de l'opposition syrienne. Il est dirigé par la secrétaire d'État du Kazakhstan, Gulshar Abdeskalkova, et négocié par Fabien Baussart et le vice-ministre des Affaires étrangères du Kazakhstan, Askar Mussinov[12],[13].
- 5 octobre 2015 : Les participants à la deuxième série de négociations publient une déclaration commune appelant à une réforme de la constitution syrienne et du processus électoral[14],[15].
- 1er février - 23 mars 2016 : l'envoyé spécial des Nations unies pour la Syrie, Staffan de Mistura, invite la plate-forme politique d'Astana à participer aux Peace Talks de Genève 2016[16] aux côtés d'autres forces de l'opposition, notamment la plate-forme de Moscou, le Haut comité de négociation (HNC) et la plate-forme du Caire[17],[18],[19].

## Établissement d'une commission constitutionnelle syrienne
En mars 2017, la plate-forme politique d'Astana a invité de nombreux universitaires, constitutionnalistes et personnalités politiques syriens afin d'entamer la rédaction d'une nouvelle constitution pour la Syrie,.
La rédaction d'un projet de constitution syrienne est achevée en juillet de la même année avec l'aide de l'expert constitutionnaliste français Xavier Latour, de l'ancien ministre des Affaires étrangères de Turquie, Yaşar Yakış et de l'ancien ministre des Affaires étrangères de l'Italie, Giulio Terzi.  

## Le congrès syrien à Sotchi
Le 13 janvier 2018, Sochi accueille le Congrès national syrien, où de nombreux représentants des composantes de la société syrienne et des forces de l'opposition - y compris la plate-forme d'Astana - se réunissent pour discuter de diverses questions. Kassis souligne l'importance de la création d'un comité constitutionnel afin de faciliter le processus de paix ce que l'ONU et la troïka d'Astana - la Russie, l'Iran et la Turquie - valident ultérieurement,.